# Lîpovîi Rih, Mîronivka
Lîpovîi Rih (în ucraineană Липовий Ріг) este un sat în comuna Pii din raionul Mîronivka, regiunea Kiev, Ucraina.

## Demografie
Componența lingvistică a localității Lîpovîi Rih
     Ucraineană (98,35%)
     Rusă (1,65%)
Conform recensământului din 2001, majoritatea populației localității Lîpovîi Rih era vorbitoare de ucraineană (98,35%), existând în minoritate și vorbitori de rusă (1,65%).